# Оділон Полленіс
Оділон Полленіс (нід. Odilon Polleunis, 1 травня 1943, Сінт-Трейден — 20 вересня 2023) — бельгійський футболіст, що грав на позиції нападника. Футболіст року в Бельгії (1968).

## Клубна кар'єра
У дорослому футболі дебютував 1962 року виступами за команду «Сент-Трюйден», в якій провів одинадцять сезонів. З командою він став віце-чемпіоном Бельгії в 1966 році і досяг фіналу національного кубка в 1971 році. У 1968 році Полленіс також став першим і наразі єдиним гравцем «Сент-Трюйдена», який отримав Золотий бутс найкращому футболісту Бельгії.
1973 року нападник перейшов у «Моленбек». Під час його виступів клуб перетворився на топ-клуб Бельгії 1970-х. З такими гравцями, як Моріс Мартенс, Ніко де Брі, Віллі Веленс, Йоган Боскамп та іншими клуб став серйозним конкурентом для «Андерлехта» і у 1975 році став чемпіоном Бельгії. Проте в Європі клуб виступав недовго. Вже в другому турі Кубка європейських чемпіонів 1975/76 команда Боскампа вилетіла від югославського «Хайдука» (Спліт). Тим не менш у Бельгії клуб стабільно закінчував у верхній частині таблиці.
Завершив ігрову кар'єру у команді «Тонгерен», за яку виступав протягом сезону 1976/77 років у другому дивізіоні країни. Загалом у вищому дивізіоні Бельгії Полленіс провів 353 матчі та забив 106 голів.
Після завершення футбольної кар'єри Полленіс став тренером. У 1991–1992 роках був тренером «Сент-Трюйдена».

## Виступи за збірну
7 квітня 1968 року дебютував в офіційних матчах у складі національної збірної Бельгії в товариській грі проти Нідерландів (1:2), в якій забив гол, а загалом же у перших п'яти іграх Оділон забив 7 голів, включаючи хет-трик проти Фінляндії (6:1) та гол проти Югославії у відборі на чемпіонат світу. У фінальній частині  чемпіонату світу 1970 року у Мексиці Полленіс зіграв у двох матчах групового етапу — проти Сальвадору (3:0) та Мексики (0:1), а його збірна не подолала груповий етап.
За два роки Полленіс поїхав і на дебютний для бельгійців домашній чемпіонат Європи 1972 року, на якому зіграв в обох матчах своєї збірної, а команда здобула бронзові нагороди.
Загалом протягом кар'єри у національній команді, яка тривала 8 років, провів у її формі 22 матчі, забивши 10 голів.

## Титули і досягнення
- Чемпіон Бельгії (1):

«Моленбек»: 1974–75